# Quache
Quache je rijeka u Venezueli. Pritoka je rijeke Portuguesa i pripada porječju rijeke Orinoco.